# Milt Orent

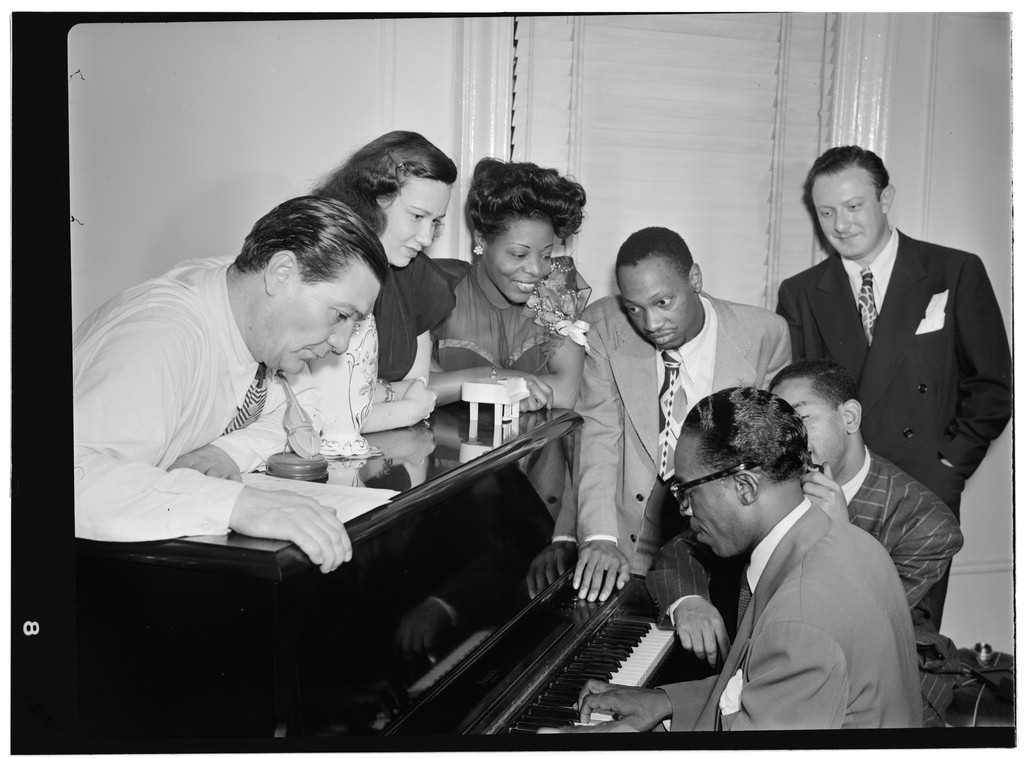
Tadd Dameron, Hank Jones, Dizzy Gillespie, Milt Orent. In Mary Lou Williams’ Apartment, NYC, ca. August 1947.

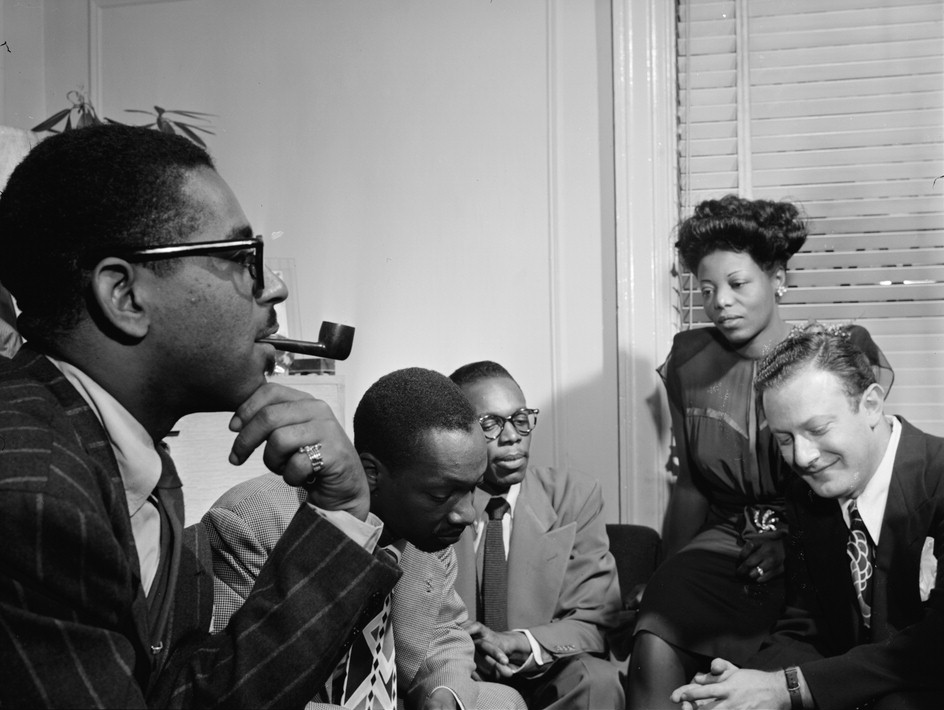
Tadd Dameron, Hank Jones, Mary Lou Williams und Milt Orent in Williams’ Apartment, ca. August 1947

Milton H. „Milt“ Orent (* 3. April 1918 in New York; † 26. Februar 1975 in Florida) war ein US-amerikanischer Musiker (Kontrabass), Arrangeur und Liedtexter.

## Leben und Wirken
Orents Vater war 1891 aus Russland eingewandert; seine Mutter stammte aus Massachusetts. Er hatte eine klassische Musikerausbildung und arbeitete in New York als Studiomusiker und Arrangeur für den Radiosender NBC. Obwohl selbst kein Jazzmusiker, interessierte er sich für den Modern Jazz, hatte ein profundes Wissen über die klassische europäische Musik des 20. Jahrhunderts und war seit Ende der 1930er-Jahre mit der Jazzpianistin Mary Lou Williams befreundet. Orent schrieb den Liedtext zu ihrer Komposition „(In the Land Of) Oo-Bla-Dee“ (die zu dieser Zeit u. a. auch von Allen Eager, Dizzy Gillespie, Benny Goodman, Wardell Gray, Junior Mance und später von Mark Murphy eingespielt wurde). Der Schriftsteller Fritz Rudolf Fries verarbeitete den Titel des Lieds in seinem Debütroman Der Weg nach Oobliadooh (1966); „heißt es im originalen Liedtext I met a beautiful princess in the land of Oo-bla-dee, liest man bei Fries: I knew a wonderful princess in the land of Oobliadooh.“
Orent assistierte Williams 1945 außerdem bei der Orchestrierung der Zodiac Suite. Zu den weiteren Kompositionen, die Orent schrieb bzw. an denen er mitwirkte, zählen „Nocturne to a Somnambulist“ (1945), „(Otto Make That) Riff Staccato“ (mit Si Schwartz und Ray Nance, u. a. aufgenommen vom Duke Ellington Orchestra und Gene Krupa), „Baby Face McFall“ (mit Hal Graham) und „Whistle Blues“ (1947, mit Mary Lou Williams). Im Bereich des Jazz war er zwischen 1945 und 1950 an vier Aufnahmesessions beteiligt, u. a. auch bei Buddy Tate („Heart Breakin' Baby“/„Rock With Me Mama“, 1950). 1954 wirkte er noch bei Aufnahmen des Pianisten Fletcher Peck mit.
Ab 1946 war er Mitglied der ASCAP.